# Dapologo
Ne doit pas être confondu avec Dapélogo.
Dapologo est un village du département et la commune rurale de Kaya, situé dans la province du Sanmatenga et la région du Centre-Nord au Burkina Faso.

## Géographie
Dapologo est situé à 3 km au sud de Basnéré, à environ 25 km au nord-ouest du centre de Kaya, la principale ville de la région. Le village est à 3 km à l'ouest de la route nationale 15 reliant à Kaya à Kongoussi.

## Éducation et santé
Le centre de soins le plus proche de Dapologo est le centre de santé et de promotion sociale (CSPS) de Basnéré tandis que le centre hospitalier régional (CHR) se trouve à Kaya.
Dapologo possède une école primaire publique.